# Pati Kominis Ayisyen
Die Pati Kominis Ayisyen (kreolisch für Kommunistische Partei Haitis; französisch: Parti Communiste Haïtien) war eine von 1934 bis 1936 bestehende Partei in Haiti. Sie wurde von dem Schriftsteller Jacques Roumain gegründet und bereits zwei Jahre später wieder durch den Staatspräsidenten Sténio Vincent aufgelöst.